# ماريان بيل
ماريان بيل (بالإنجليزية: Marian Bell)‏ هي لاعب هوكي الحقل أسترالية، ولدت في 4 أغسطس 1958.

## روابط خارجية
- ماريان بيل على موقع أوليمبيديا (الإنجليزية)
- ماريان بيل على موقع اللجنة الأولمبية الأسترالية (الإنجليزية)